# Myurium borii
Myurium borii är en bladmossart som beskrevs av Robert Earle Magill 1980. Myurium borii ingår i släktet Myurium och familjen Myuriaceae. Inga underarter finns listade i Catalogue of Life.